# Марина Мнишех
Марина Мнишех (на полски: Maryna Mniszech или Maryna Mniszchówna; на руски: Марина Мнишек, а също и Марина Вещицата, 1588 – 1614) е полска аристократка и политическа авантюристка от времето на Смутното време в Русия. Тя се омъжва за Лъже-Дмитрий I и е коронована за руска царица (единствената жена коронована в Русия до времето на Екатерина I).

## Произход и брак с Лъже-Дмитрий I
Марина е дъщеря на полския войвода Йержи Мнишех – един от поддръжниците на Лъже-Дмитрий I. Марина среща Лъже-Дмитрий I през 1604 г. в един от замъците на местните полски магнати и се съгласява да се омъжи за него, водена от желанието си да стане руска царица и под влиянието на съветите на католическото духовенство, което избира нея като свое оръдие за разпространението на католицизма в царска Русия. Лъже-Дмитрий I ѝ обещава управлението на Псков и Новгород, а на баща ѝ – Смоленск и Северия. След като влиза в Москва през юни 1605, Лъже-Дмитрий изпраща в Полша дипломатическа мисия, която официално иска ръката на Марина и предлага военен алианс срещу турците.
През ноември 1605 г. в Краков кардинал Бернард извършва задочното бракосъчетание на Марина и Лъже-Дмитрий I в присъствието на полския крал Сигизмунд III Васа и множество чуждестранни делегати. От името на младоженеца на церемонията присъства Атанасий Власиев. След церемонията Марина и баща ѝ заминават за Москва начело на свита от 4000 души.

## Руска царица
В началото на май 1606 Марина влиза триумфално в руската столица. На 8 май 1606 в Успенския събор Марина е коронована от патриарх Игнатий с короната на Рюриковичите, след като бракът ѝ с Лъже-Дмитрий е признат официално от патриаршията. Не е известно дали Марина приема православието, но е факт, че на церемонията тя е облечена в традиционни полски одежди.
Марина Мнишек обаче не успява да се нарадва дълго на царственото си положение. Две седмици след сватбата, на 17 май, е извършен дворцов преврат срещу самозванеца и неговите полски наставници – войници на болярите и тълпа от граждани нападат Московския Кремъл. Лъже-Дмитрий прави опит да избяга, но чупи крака си и е застрелян. Тялото му е изложено на показ, а след това е изгорено и пепелта е изстреляна с оръдие в посока към Полша. Цар на Русия става Василий Шуйски. Последвали и масови кланета над поляците в двора, пристигнали заедно с Лъже-Димитрий и съпругата му. Марина и баща ѝ обаче са хвърлени в тъмница. Оказва се, че това не е краят на историята за Лъже-Димитрий и че ролята на Марина в събитията тепърва предстои.

## Следващи години
След смъртта на Лъже-Димитрий I животът на Марина Мнишех е пощаден – тя се отказва от титлата си и през юли 1606 е върната в Полша. Въпреки това бащата на Марина не се отказва да бъде тъст на руския цар. Заточен в Ярославъл, той търсил начини отново да се издигне до върха на властта в Москва. С негова помощ Мария се завръща в Тушино, където тайно се омъжва за друг самозванец – Лъже-Дмитрий II, в когото „разпознала“ спасилия се по чудо свой първи съпруг. И този брак споделя съдбата на първия.
След убийството на Лъже-Дмитрий II през ноември 1610 г., Марина намира подкрепа в лицето на атаман Иван Зарутски, който бил склонен да подкрепи кандидатурата на сина ѝ Иван Дмитриевич (роден през 1611) за руския престол. Марина Мнишех и Зарицки обаче не спечелват подкрепата на дворянството и през 1613 г. трябвало да бягат към Астрахан, след като за цар болярската дума избрала Михаил Романов. Астраханци обаче не посрещат радушно бегълците и настояват те да напуснат града. През 1614 жителите на Астрахан вдигат бунт и се опитват да заловят Мнишех и Заритски, които обаче успяват да избягат, търсейки спасение из необятната руска степ. На 14 май 1614 г. обаче Марина, синът ѝ и Зарицки са заловени от казаци и са предадени в ръцете на властта.
Иван Зарицки и малкият син на Марина са екзекутирани още през същата 1614, а Марина умира в затвора, като според сведения на полския посланик тя сама сложила край на живота си, но според някои слухове тя е удушена. Според легендата преди смъртта си Марина проклела рода Романови, предричайки, че нито един от тях няма да умре от собствената си смърт и че убийствата им ще продължат, докато не изчезне и последният предтставител на рода им. Съществува легенда, че Марина била заточена в Кулата на Коломенсия кремъл, където и починала. От Марина Мнишех са съхранени множество писма до баща ѝ и римския папа.